# 三木毅
三木 毅（みき たけし、1922年〈大正11年〉 - 2023年〈令和5年〉12月2日）は、日本の経済学者。経済学博士（北海道大学）・医学博士（札幌医科大学）。専門は医療経済学・中国経済論・環境衛生論。札幌医科大学名誉教授・元旭川大学及び旭川大学女子短期大学部学長。北海道厚田村出身。

## 略歴
- 1947年（昭和22年）京都帝国大学経済学部卒業
- 1948年（昭和23年）同大学院経済研究科中退。北海道大学経済学部助手
- 1949年（昭和24年）室蘭工業大学工学部助教授
- 1962年（昭和37年）札幌医科大学医学部教授
- 1985年（昭和60年）札幌医科大学停年退官。同名誉教授。旭川大学経済学部教授
- 1988年（昭和63年）旭川大学学長
- 1989年（平成元年）旭川大学女子短期大学部学長
- 2003年（平成6年）旭川大学・旭川大学女子短期大学部退職

## 著書

### 単著
- 『医療経済学』（金原出版、1996年改訂第2版・1982年初版）
- 『中国経済政策史』（光明社、1996年）
- 『医療の政治経済学』（文匯出版社、2009年）

### 共著
- （徳永清行）『新中国の金融機構』（有斐閣、1958年）
- （松井安信）『信用と外国為替』（共編、ミネルヴァ書房、1978年）